# Aphrodite’s Child
Az Aphrodite’s Child (Aphrodité gyermeke) görög fiatalokból álló rockegyüttes volt az 1960-as-1970-es évek fordulóján. Tulajdonképpeni munkásságuk három albumban nyilvánult meg (1968 – End Of the World, 1969 – It’s Five O’Clock, 1972 – 666). A tagjai közül ketten később egyénileg is világhírnévre tettek szert, ők Vangelis és Demis Roussos. A zenekar szellemi vezére, a legtöbb dal írója Vangelis volt, Roussos egyedülálló hangja pedig kitűnő hangszernek bizonyult amellett, hogy Argírisz „Silver” Kulúrisz remekül kezelte elektromos gitárját is. A dobos Lukász Sziderász volt.
Első világslágerük a „Rain And Tears” („Eső és könnyek”) lett, amely mindmáig örökzöld klasszikussá vált. Ezt követte több más lemez is, majd zenei kiteljesedésük tetőpontjaként a „666” című dupla albummal a kritika elismerését is kivívták. Ezen közreműködött Irene Papas is egy erotikus vokállal. Ezután a zenekar feloszlott, Vangelis nagyobb kihívásokat keresett, bár Roussos-szal való közös munkássága nem maradt abba.

## Története
Demis Roussos 1966 nyarán ismerkedett meg Vangelisszel, aki a The Forminx nevű együttes billentyűseként tevékenykedett. A megismerkedés után rövid ideig együtt játszottak. Zenei karrierje érdekében Roussos elhagyta Görögországot Lukász Sziderász társaságában, 1968 márciusában. Végcéljuk London volt, ahol pár nap múlva csatlakozott volna hozzájuk Vangelis, aki később kívánt felutazni oda a barátnőjével. Doverből azonban a brit határőrök nem engedték tovább őket, mivel megtalálták a csomagok közt az együttes fényképeit és hangszalagjait. Az 1960-as évek Angliáját szinte elárasztották a kezdő zenészek egész Európából, akik szintén egy-egy sikeres karrier reményében akartak szerencsét próbálni a szigetországban. Az, hogy egy ismeretlen zenész szabályszerű munkavállalási papírok nélkül Nagy-Britanniába beutazzon, szóba sem jöhetett. Így a kényszerű végállomás Párizs lett, ahol egy szállodában béreltek szobát. Miután Vangelis is megérkezett, hosszas megbeszélések után úgy döntöttek, maradnak, és itt, Párizsban próbálnak szerencsét.
Nehezen összehoztak egy lemezszerződést a Phonogrammal, és habár a szerződés feltételei rájuk nézve rendkívül rosszak voltak, legalább nekikezdhettek a felvételek készítésének. Egy pincében próbáltak, többek közt ott született meg a Rain and Tears című dal is, amely meghozta nekik az átütő sikert. Miután a dal a slágerlista élére került, pályájuk gyorsan ívelt felfelé. Rövid idő alatt két stúdióalbumot is készítettek (End of the World, It’s Five O’Clock), dalaik pedig egész Európát meghódították.
Az Aphrodite’s Child sikert sikerre halmozott, ám az együttes vezetője, Vangelis mégsem volt teljes mértékben elégedett. Olyan zenét akart, amivel a csapat még az angol és az amerikai piacra is betörhetne. Mindezek miatt egyre több nézeteltérés támadt közte és Roussos között. Vangelis félbe akarta hagyni a turnékat, és több időt kívánt szánni a lemezfelvételekre, hogy módjában álljon kísérletezgetni mindenféle zenei újdonsággal. A többiek azonban turnékból befolyó pénzből éltek, így nem merték felvállalni az esetleges bukás kockázatait. A harmadik Aphrodite’s Child-album, a 666 nevet viselő, János jelenéseit feldolgozó dupla nagylemez stúdiófelvételei közben heves viták törtek ki a tagok között; nyilvánvalóvá vált, hogy a célok nem azonosak, és hamarosan be is következett a szakítás. Vangelis bezárkózott a stúdiójába, Demis, Lukász és Argürisz pedig folytatta a turnézást. Az albumot végül is nagy nehézségek és némi hercehurca után, 1971-ben kiadták. Igazán remek kritikát kapott, és a mai napig ez lett talán a legnépszerűbb nagylemez az Aphrodite’s Child-től. Hiába azonban a késői siker, az együttes feloszlott. Roussos és Vangelis szólókarrierbe kezdtek.

## Diszkográfia

### Stúdióalbumok
- 1968 – End of the World
- 1969 – It's Five O'Clock
- 1972 – 666 „Anyone who has intelligence interpret the number of the beast. It is a man's number. This number is 666. (The Apocalypse of John, 13/18)”